# Sprinkler

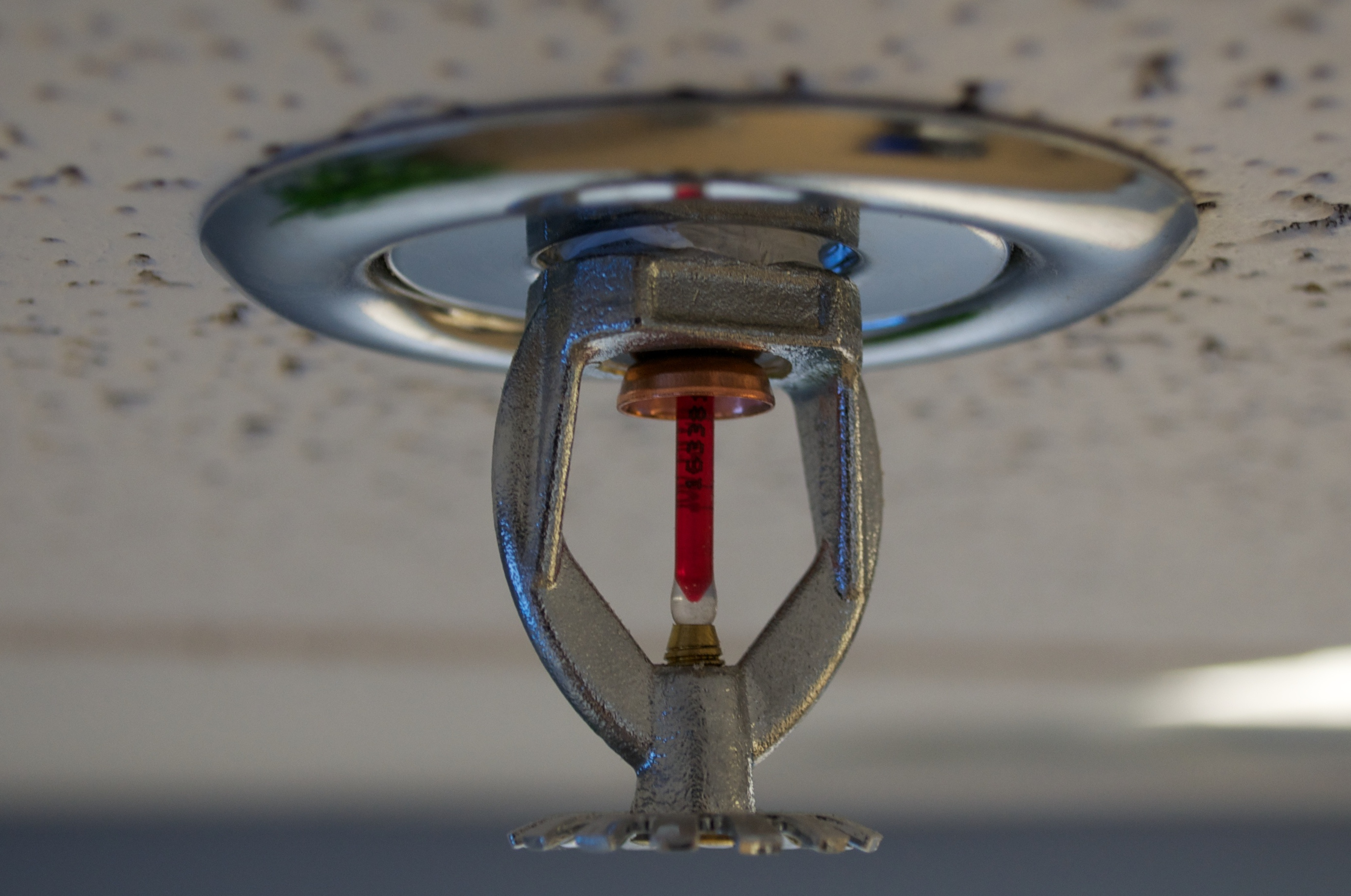
Sprinkler se skleněnou tepelnou pojistkou namontovaný na stropě.

Protipožární sprinklerový systém je aktivní metoda protipožární ochrany. Je sestaven z vodovodního systému, který zajišťuje odpovídající tlak a průtok do rozvodů vody, na který jsou připojeny požární sprinklery. Historicky byl použit jen v továrnách a velkých komerčních budovách, nyní je využíván i mimo ně. V budovách zcela chráněných protipožárními systémy bylo více než 96 % požárů zvládnuto pouze požárními sprinklery.

## Historie
Leonardo da Vinci navrhl sprinklerový systém v 15. století. Leonardo automatizoval kuchyň mecenáše super-troubou a systémem dopravních pásů. Po sledu chyb při velké hostině vypukl požár. Systém sprinklerů fungoval až příliš dobře, což způsobilo povodeň, která vyplavila veškeré jídlo a velkou část kuchyně.
Ambrose Godfrey vytvořil první úspěšný automatizovaný sprinklerový systém v roce 1723. Použil střelný prach k uvolnění nádrže hasicí kapaliny.
První moderní sprinklerový systém byl instalován v Divadle Royal ve Spojeném království v roce 1812 architektem Williamem Congrevem a byl pokryt patentem č. 3606 ze stejného roku. Přístroj se skládal z válcového vzduchotěsného zásobníku o objemu cca 95 000 litrů napájeného vodovodem o průměru 250 mm, který se rozvětvuje do všech částí divadla. V řadě menších trubek napájených z rozvodné trubky byly otvory o velikosti 13 mm, které v případě požáru propouští vodu.

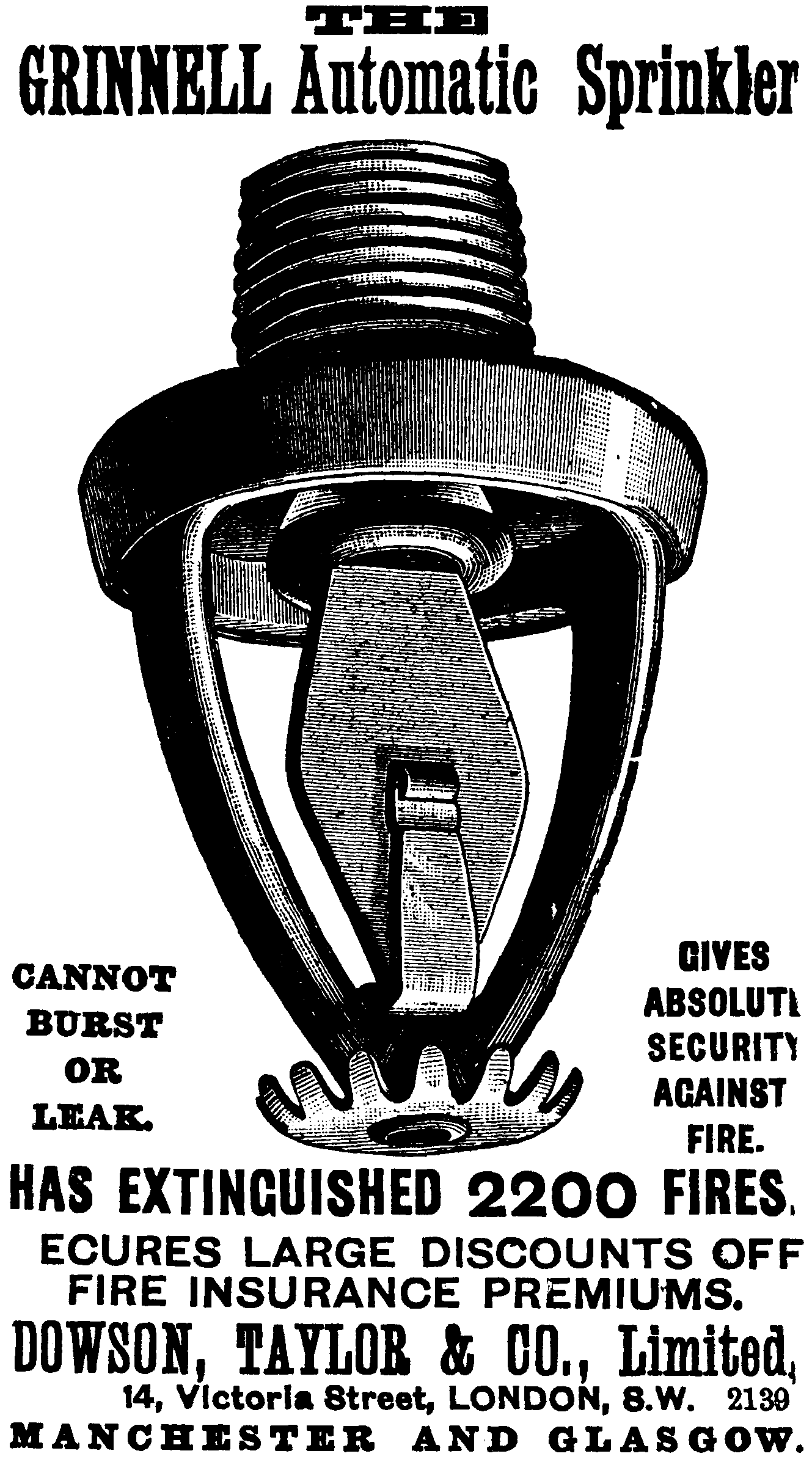
Historická reklama na sprinklery

Od roku 1852 do roku 1885, byly perforované trubkové systémy používány v textilních mlýnech v celé Nové Anglii jako prostředek požární ochrany. Nicméně, nebyly to automatické systémy. Vynálezci začali nejprve experimentovat s automatickými postřikovači kolem 1860. První automatický sprinklerový systém byl patentován Philipem W. Prattem z Abingtonu, MA, v roce 1872. Henry S. Parmalee z New Haven, Connecticut je považován za vynálezce první praktické automatické sprinklerové hlavy. Parmalee vylepšil patent Pratt a vytvořil lepší sprinklerový systém. V roce 1874 instaloval svůj hasicí systém do klavírní továrny, kterou vlastnil.
Frederick Grinnell zlepšil Parmaleeho design a v roce 1881 patentoval automatický sprinkler, který nese jeho jméno. Pokračoval v zlepšování zařízení a v roce 1890 vynalezl skleněný diskový sprinkler, v podstatě stejný jako se používá dnes.
Do 40. let 20. století byly sprinklery instalovány téměř výhradně pro ochranu komerčních budov, jejichž majitelé byli obecně schopni uhradit své náklady úsporami nákladů na pojištění. Později se protipožární sprinklery staly povinnou bezpečnostní výbavou budov v některých částech Severní Ameriky. Sprinklery jsou nyní běžně instalovány v jiných budovách včetně škol a obytných prostor.
Ve Skotsku jsou všechny nové školy chráněny sprinklery, stejně jako nové pečovatelské domy, chráněné bydlení a výškové budovy. V Anglii musí mít všechny výškové budovy vyšší než 30 metrů instalované sprinklery. V roce 2011 se stal Wales první zemí na světě, kde byla instalace požárních sprinklerů v nových domech povinná. Zákon se vztahuje na nově postavené domy a bytové domy, domy pečovatelské a vysokoškolské koleje. Tento zákon vstoupil v platnost v září 2013.

## Použití
Každý sprinkler s uzavřenou hlavou je udržován uzavřený buď skleněnou baňkou citlivou na teplo, nebo dvoudílným kovovým článkem, který je držen spolu s tavitelnou slitinou. Skleněná baňka nebo spojka působí na uzávěr jako zátka, která zabraňuje proudění vody, dokud okolní teplota kolem sprinkleru nedosáhne požadované teploty pro aktivaci jednotlivých rozstřikovacích hlav. Ve standardním sprinklerovém systému s mokrým potrubím se každý sprinkler aktivuje nezávisle, když je dosaženo předem stanovené úrovně tepla. Proto budou aktivní jen sprinklery v okolí požáru, obvykle jen jeden nebo dva. To maximalizuje tlak vody v místě požáru a minimalizuje poškození budovy vodou.
Aktivace sprinkleru způsobí menší poškození než proud hasičské proudnice, která má průtok přibližně 200 litrů/min. Typický sprinkler používaný pro průmyslové výrobní prostory má průtok asi 75–150 litrů/min. Sprinkler se obvykle aktivuje během jedné až čtyř minut po počátku požáru, zatímco hasiči obvykle potřebují obvykle 10 až 15 minut od ohlášení požáru. Tato dodatečná doba může mít za následek mnohem větší požár, který vyžaduje mnohem více vody k hašení.

## Typy

### Systémy mokrého potrubí
Systémy sprinklerů s mokrým potrubím jsou instalovány mnohem častěji než všechny ostatní typy požárních sprinklerových systémů. Jsou nejspolehlivější, protože jsou jednoduché. Automatická dodávka vody přivádí vodu pod tlakem do potrubí systému.

### Nemrznoucí kapalina
Mokré systémy mohou být naplněny chemickou nemrznoucí směsí pro použití tam, kde potrubí nemůže být spolehlivě udržováno nad bodem mrazu.

### Systémy suchých trubek

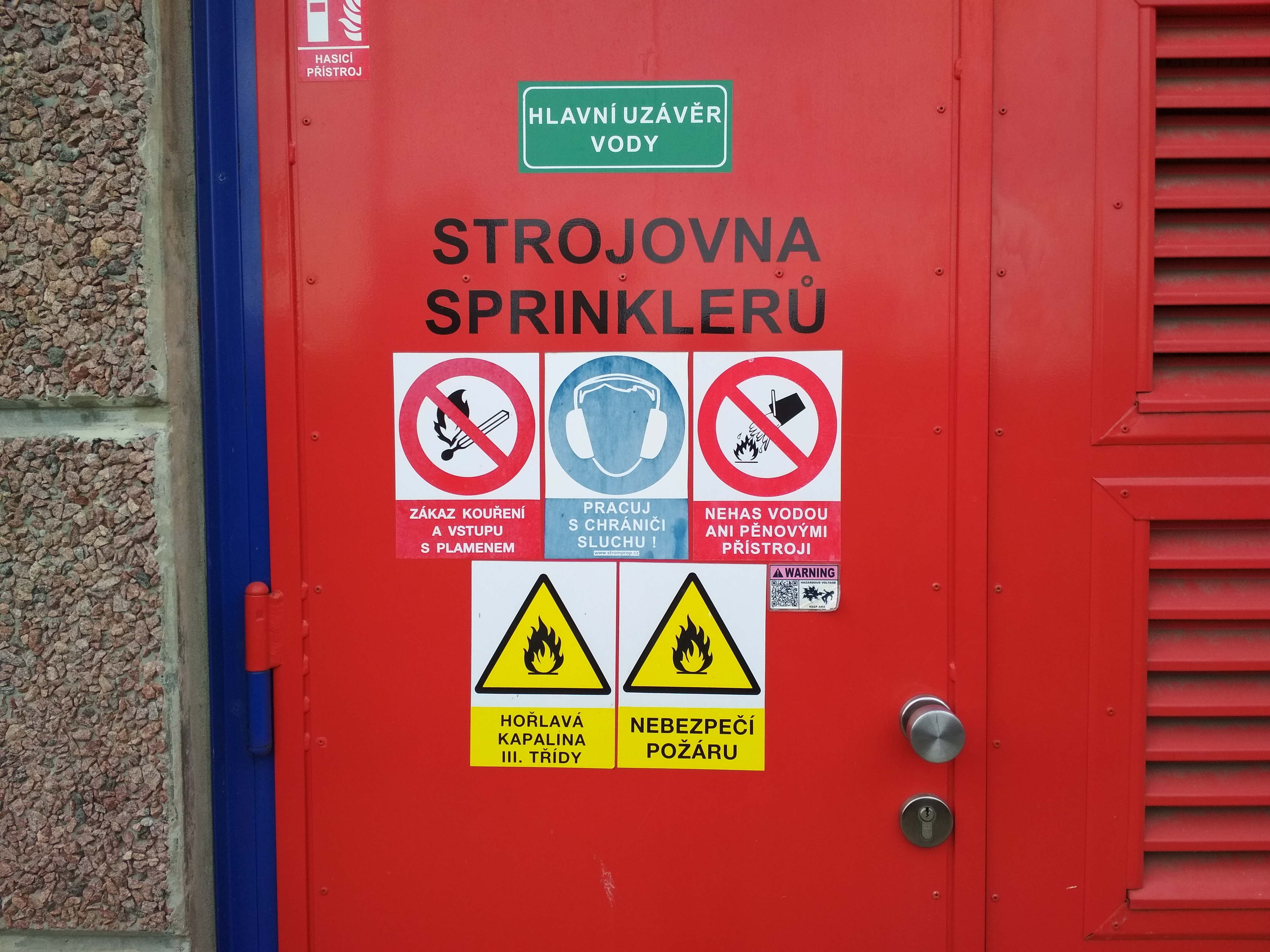
Dveře od strojovny sprinklerů, OC Letňany

Suché potrubní systémy jsou druhým nejběžnějším typem sprinklerového systému. Systémy suchých trubek jsou instalovány v prostorech, ve kterých může být okolní teplota dostatečně nízká, aby voda mohla zamrznout, což činí systém nefunkčním. Systémy suchých trubek jsou nejčastěji používány v nevytápěných budovách, v parkovacích garážích, ve vnějších markýzách připojených k vytápěným budovám (ve kterých by byl instalován mokrý potrubní systém) nebo v chladničkách. V regionech používajících předpisy NFPA nelze instalovat mokré potrubní systémy, pokud rozsah okolních teplot nepřekročí 4 °C.
Voda není v potrubí přítomna, dokud systém nepracuje, místo toho je potrubí naplněno vzduchem pod tlakem přívodu vody. Aby se zabránilo tomu, že větší tlak vody bude předčasně tlačit vodu do potrubí, konstrukce ventilu suchého potrubí (specializovaný typ zpětného ventilu) vede k větší síle na horní části klapky zpětného ventilu. Plocha ventilu je vystavená tlaku vzduchu v potrubí, který je vyšší, než tlak vody.
Když je spuštěna jedna nebo více automatických postřikovacích hlav, otevře se, což umožní, aby se voda dostala do systému. Každý sprinkler pracuje nezávisle. Aktivuje se, když jeho teplota stoupá nad jeho spouštěcí práh. Když tlak vzduchu v potrubí klesá, mění se tlakový rozdíl napříč potrubím, což umožňuje vstup vody do potrubního systému. Průtok vody ze sprinklerů, potřebných k řízení ohně je zpožděn, dokud není vzduch z ventilačních zařízení vodou vytlačen. V regionech používajících předpisy NFPA 13 je doba, po kterou se voda dostane k hydraulicky vzdálenému sprinkleru od okamžiku aktivace postřikovače, omezena na maximálně 60 sekund.
Někteří vlastníci nemovitostí a obyvatelé budov mohou pohlížet na suché sprinklery jako na lepší variantu pro ochranu cenných sbírek a dalších oblastí citlivých na vodu. Tato vnímaná výhoda je způsobena obavou, že potrubí mokrého systému může bez povšimnutí pomalu prosakovat vodu, zatímco systémy suchých trubek tímto způsobem nemohou selhat.  
Nevýhody použití systémů protipožárních sprinklerů se suchým potrubím zahrnují:
- Zvýšená složitost: Systémy suchých trubek vyžadují přídavná řídicí zařízení a komponenty přívodu vzduchu, což zvyšuje složitost systému. To vyžaduje řádnou údržbu, proto má toto zvýšení složitosti systému za následek menší spolehlivost celého systému (tj. více jednotlivých poruchových bodů) ve srovnání s mokrým potrubním systémem.
- Vyšší náklady na instalaci a údržbu: Zvýšená složitost ovlivňuje celkové náklady na instalaci suchých trubek a zvyšuje náklady na údržbu především díky vyšším nákladům na pracovní sílu.
- Nižší flexibilita konstrukce: Regulační požadavky omezují maximální přípustnou velikost jednotlivých systémů suchých trubek, pokud nejsou použity dodatečné komponenty a umožňující aktivace sprinkleru k vypouštění vody do jedné minuty. Tato omezení mohou zvýšit počet jednotlivých zón sprinklerů (tj. obsluhovaných z jedné stoupačky), které musí být v budově k dispozici. To může ovlivnit schopnost vlastníka provádět systémová rozšíření.

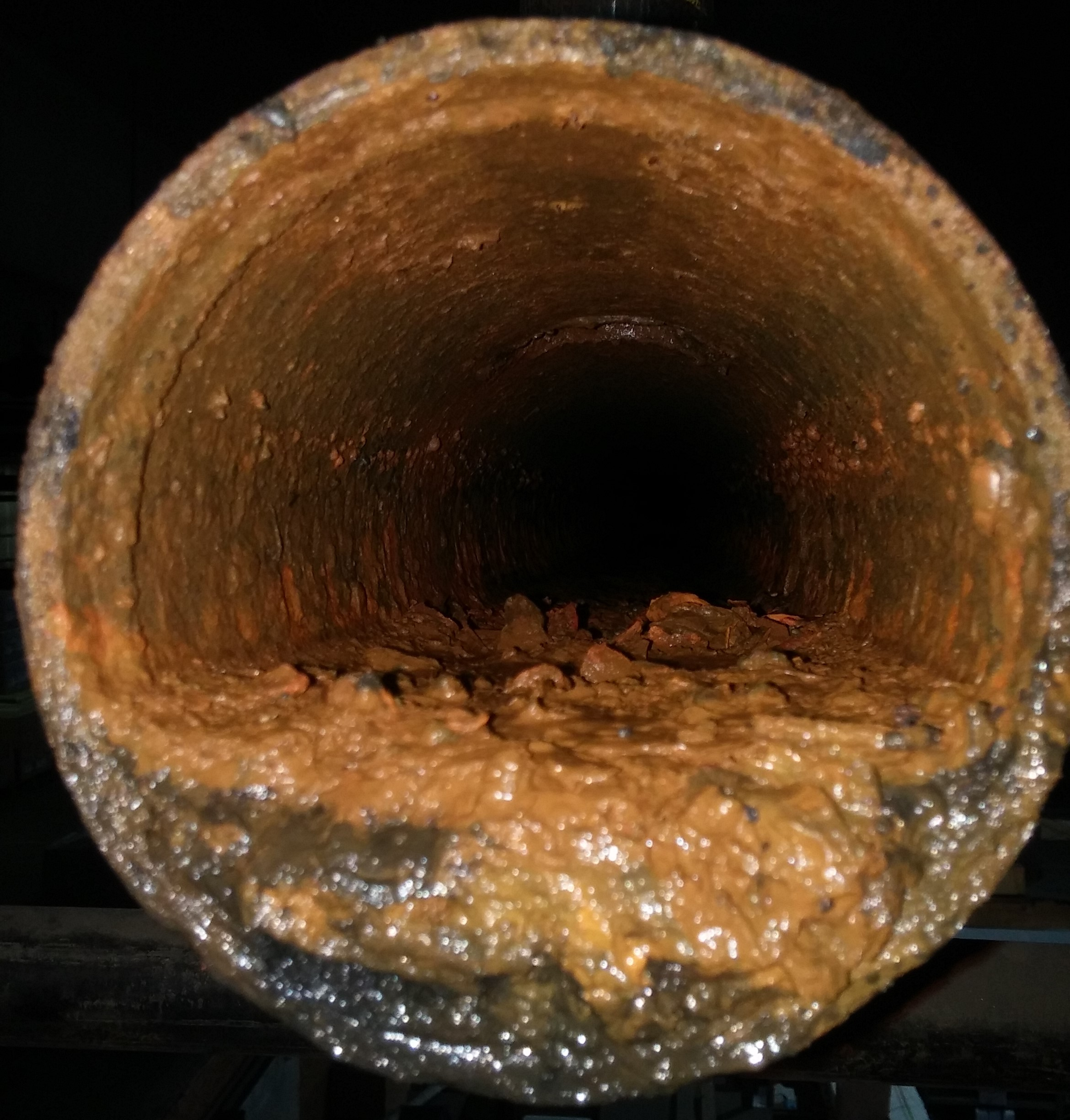
Potrubí suchého systému s úlomky zoxidovaného železa

- Zvýšený potenciál koroze: Po provozu nebo testování je potrubí systému sprinklerů suchého potrubí vypuštěno, ale zbytková voda se shromažďuje v potrubí s nízkými místy a vlhkost je zachována i v atmosféře uvnitř potrubí. Tato vlhkost, spojená s kyslíkem dostupným ve stlačeném vzduchu v potrubí, zvyšuje vnitřní korozi potrubí, případně vede k netěsnostem nebo jiným poruchám potrubí. Vnitřní rychlost koroze v mokrých potrubních systémech (ve kterých je potrubí stále plné vody) je mnohem nižší, protože množství kyslíku dostupného pro proces koroze není dostatečné.[11] Proti korozi lze bojovat použitím potrubí z mědi nebo nerezové oceli, která je méně náchylná ke korozi, nebo použitím plynného dusíku k natlakování systému. Generátory dusíku mohou být použity jako trvalý zdroj plynného dusíku, což je výhodné, protože systémy suchého potrubí vyžadují nepřerušovaný přívod plynu. Tato dodatečná bezpečnostní opatření mohou zvýšit počáteční náklady systému, ale pomohou předcházet selhání systému, zvýšeným nákladům na údržbu a předčasné potřebě výměny systému v budoucnu.

### Záplavové systémy
Systémy „záplavy“ jsou systémy, ve kterých jsou všechny sprinklery připojené k vodovodnímu systému otevřené. Tyto systémy jsou používány pro oblasti se zvýšeným nebezpečím, kde je obava o rychlé šíření ohně, protože zajišťují současnou aplikaci vody na celou plochu.
Voda není v potrubí přítomna, dokud systém nepracuje. Protože jsou rozstřikovací otvory otevřené, potrubí je vystaveno atmosférickému tlaku. Pro oddělení tlaku přívodu vody do potrubí se v přívodu vody používá "vypouštěcí ventil", kterým je mechanicky zavřený ventil. Jedná se o nevynulovací ventil a po vypnutí zůstává otevřený.

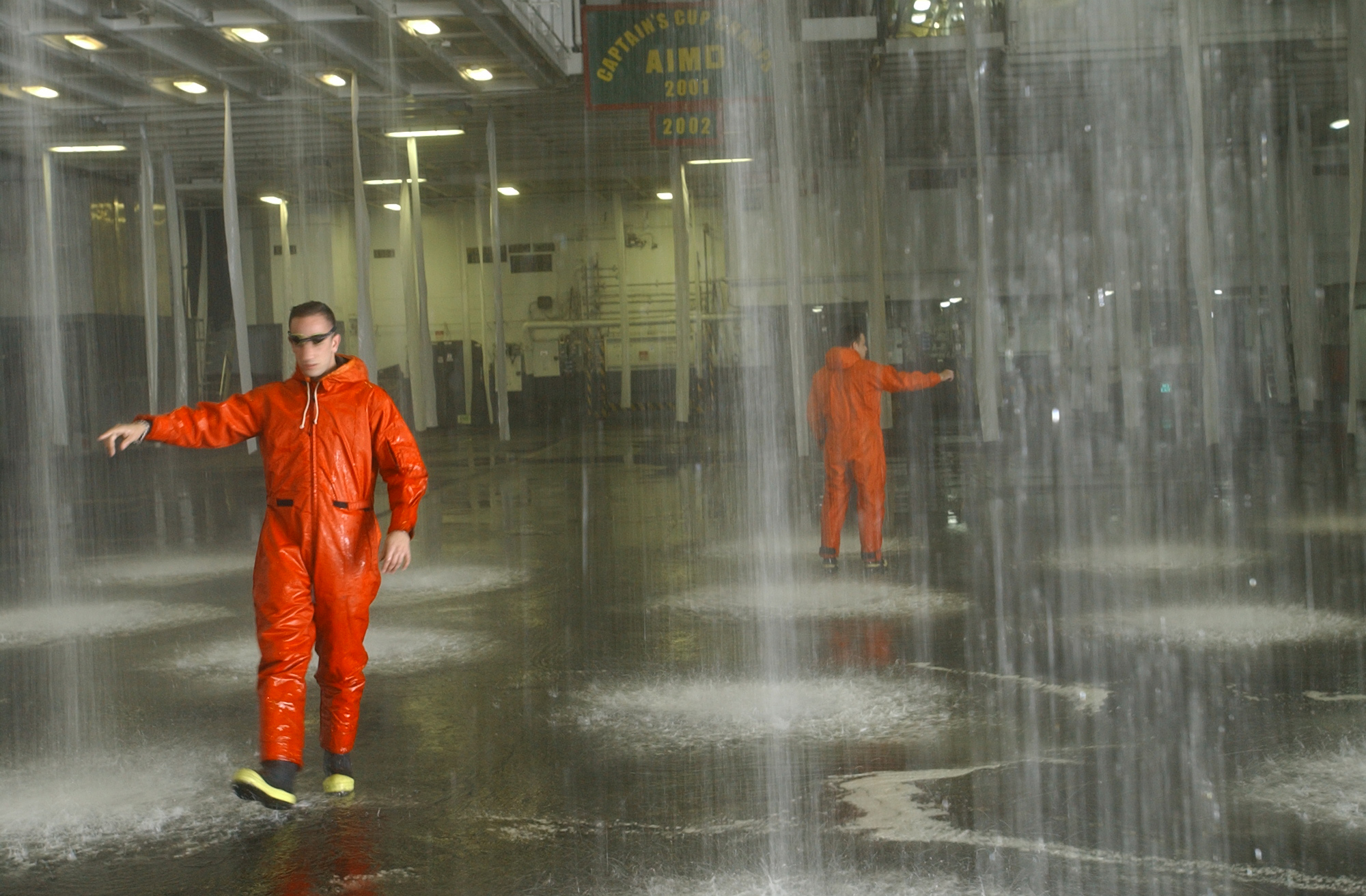
Test pěnových sprinklerů

Typ zařízení pro spouštění požárního poplachu se volí především na základě nebezpečí (např. detektory kouře, hlásiče tepla nebo optické detektory plamene). Iniciační zařízení spustí požární signalizaci, která zahájí otevření vypouštěcího ventilu. Aktivace může být také manuální, v závislosti na systémových cílech. Ruční aktivace je zpravidla přes elektrickou nebo pneumatickou požární poplachovou stanici.

### Pěnové sprinklery
Pěnový vodní požární systém je speciální aplikační systém, který vypouští směs vody a nízkoexpanzního pěnového koncentrátu, což vede k rozprášení pěny z rozstřikovače. Tyto systémy jsou obvykle používány v budovách se zvláštními riziky požáru, což jsou zejména hangáry na letištích.